# Minderbroederskerk (Venlo)
De Minderbroederskerk is een eenbeukig driezijdig gesloten kerkgebouw in gotische stijl in het centrum van Venlo, gebouwd in 1617.

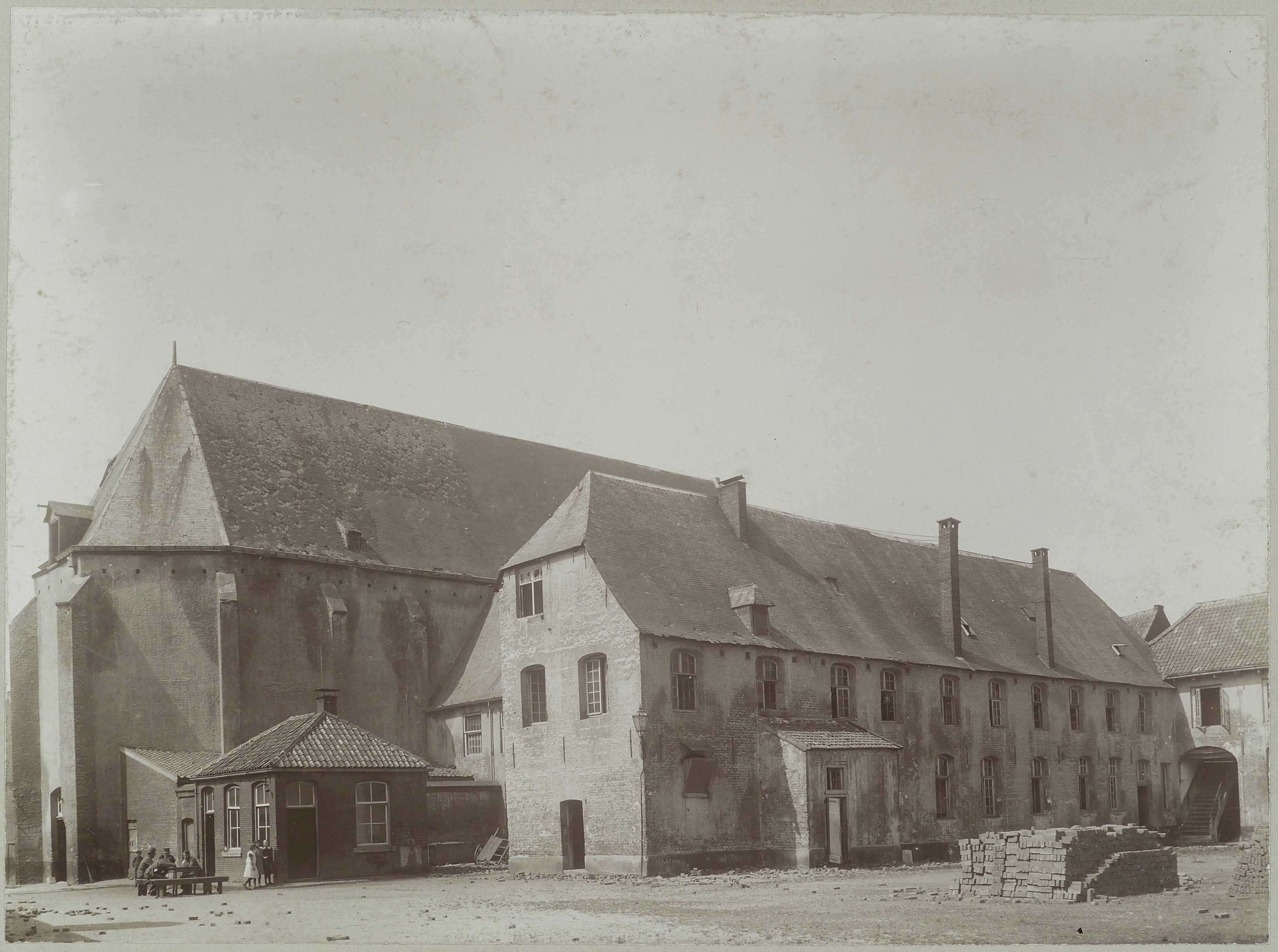
Kerk met een vleugel van het voormalige klooster

Op 15 mei 1612 kwamen de eerste Minderbroeders naar Venlo, waar ze zich tijdelijk in het oude Sint-Jacobsgasthuis vestigden. In 1614 werd gestart met de bouw van een eigen onderkomen op het terrein van de Hertogs- of Prinsenhof. De bouw werd mogelijk gemaakt door financiële steun van de stad en een schenking van aartshertog Albert en hertogin Isabella, die ook een deel van de tuin die bij hun woning hoorde (de Loohof) afstonden. In 1616 was het kloostergebouw af en in 1620 de bij het klooster horende kerk.
In 1797 moesten de Minderbroeders hun klooster verlaten, genoodzaakt door het geweld van de Franse Revolutie. Het voormalige klooster diende hierna als kazerne voor de stadscavalerie. Na 1913 werd het voormalige Minderbroedersklooster afgebroken. Alleen de kerk bleef bewaard en ging over in de handen van de St. Martinusparochie. Onder leiding van ir. Jules Kayes werd de kerk tussen 1938 en 1943 gerestaureerd. Daarna leed de kerk schade door het oorlogsgeweld aan het eind van de Tweede Wereldoorlog, die in 1950 werd hersteld.
Tegenwoordig is het gebouw het onderkomen van de Jongerenkerk en staat het op de rijksmonumentenlijst.

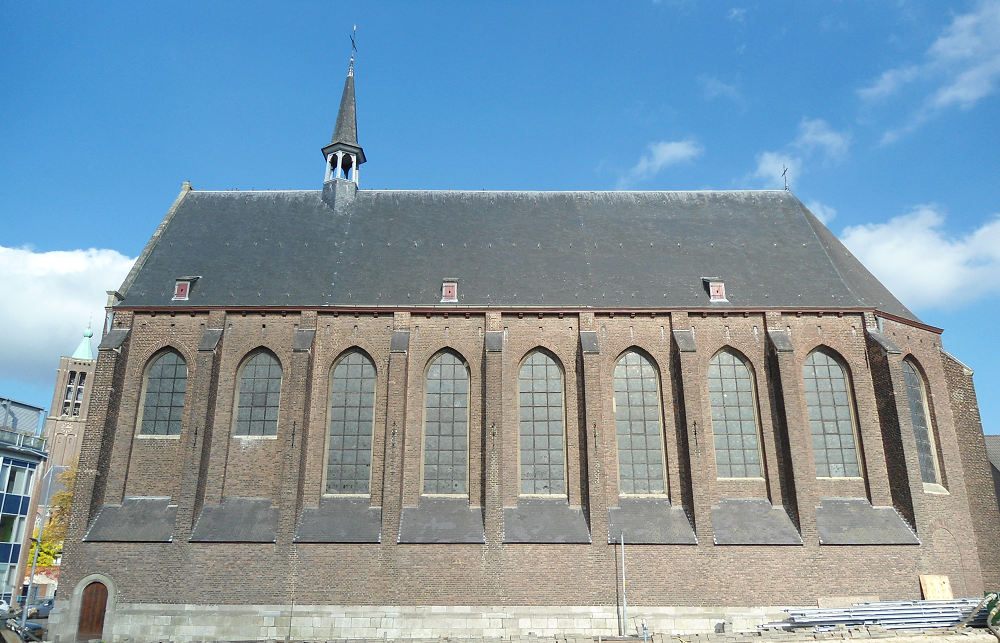
De Minderbroederskerk of Jongerenkerk te Venlo vanuit het zuiden gezien